# Галля-Кудук
Галля-Кудук (букв. Зерновой колодец) — посёлок (в прошлом совхоз), расположенный в Ахангаранском районе Ташкентской области Республики Узбекистан.

## История
Совхоз основан в 1963 году. Официально именовался совхоз-промкомплекс Галля-Кудук.
С момента основания дома Галля-Кудука были расположены в месте, который позже был прозван «Старым посёлком». В дальнейшем стали строиться дома в «новом» Галля-Кудуке, также строились первые 4-этажные дома на три подъезда, рассчитанный для временного поселения семей новоприбывших, которым позже выделялись дома. Позже были построены еще четыре 4-этажных дома.
Своим благосостоянием Галля-Кудук обязан своему уникальному свинокомплексу, с мощностью более ста тысяч голов. В 1980-х годах был совхозом-миллионером, что привело к бурному росту совхоза и благосостояния жителей.
После окончания Ташкентского Института по распределению в совхоз Галля-Кудук был направлен будущий Национальный Герой Азербайджана Искандер Азнауров